# Космос-341
Космос-341 је један од преко 2400 совјетских вјештачких сателита лансираних у оквиру програма Космос.
Космос-341 је лансиран са космодрома Плесецк, СССР, 25. априла 1970. Ракета-носач Р-14 Чусоваја (рус. Чусовая) (8К65, НАТО ознака SS-5 Skean) са додатим степеном је поставила сателит у орбиту око планете Земље. Маса сателита при лансирању је износила 40 килограма. Космос-341 је био комуникациони сателит.